# عهدية أحمد
عهدية أحمد هي إعلامية بحرينية ، والمتحدثة السابقة باسم وزارة شئون مجلس الوزراء. والناطقة الرسمية السابقة لهيومن رايتس ووتش البحرين ورئيسة قناة البحرين 55. حصلت على درجة الماجستير من إحدى الجامعات البريطانية. بدأت حياتها المهنية في استضافة برنامج حواري محلي على تلفزيون البحرين القناة 2 (الإنجليزية) حيث قابلت شخصيات محلية وإقليمية لمناقشة الأحداث السياسية الإقليمية الجارية. شغلت منصب الناطق الرسمي للانتخابات النيابية في البحرين في عام 2006.

## تكريم
في 11 يونيو 2014 قامت جمعية الميثاق بتكريم عهدية أحمد على ما قدمته من جهد أثناء مؤتمر "هذه هي البحرين" الذي أقيم في لندن لعرض احترام الاديان والتعايش والتسامح الذي يجمع أهل البحرين.

## انتخابات جمعية الصحفيين البحرينية 2014
شككت عهدية أحمد في انتخابات جمعية الصحفيين البحرينية التي أقيمت في يونيو 2014 بعدما استطاعت جمع 181 صوت ولكن لم يشفع لها بالنجاح في الحصول على العضوية. وطالبت عهدية أحمد تزويدها ببيانات الناخبين من هيئة شؤون الإعلام و تمت إضافة أسمائهم في يوم الانتخابات بالإضافة إلى أسماء المحولين ومن قام بتحويلهم ونسخة من أوراق التصويت.